# Elecciones municipales de Huánuco de 1986
Las elecciones municipales de Huánuco de 1986 se llevaron a cabo el 9 de noviembre de 1986 para elegir al alcalde y al Concejo Provincial de Huánuco para el periodo 1987-1989. La elección se celebró simultáneamente con elecciones municipales en todo el país.

## Sistema electoral
La Municipalidad Provincial de Huánuco es el órgano administrativo y de gobierno de la provincia de Huánuco. Está compuesta por el alcalde y el Concejo Provincial.
La votación del alcalde y el concejo se realiza en base al sufragio universal, que comprende a todos los ciudadanos nacionales mayores de dieciocho años, empadronados y residentes en la provincia de Huánuco y en pleno goce de sus derechos políticos, así como a los ciudadanos no nacionales residentes y empadronados en la provincia de Huánuco.
El Concejo Provincial de Huánuco está compuesto por 19 regidores elegidos por sufragio directo para un período de tres (3) años, en forma conjunta con la elección del alcalde (quien lo preside). La votación es por lista cerrada y bloqueada. Se asigna a la lista ganadora los escaños según el método d'Hondt o la mitad más uno, lo que más le favorezca.

## Composición del Concejo Provincial de Huánuco
La siguiente tabla muestra la composición del Concejo Provincial de Huánuco antes de las elecciones.
| Partidos | Partidos                  | Regidores |
| -------- | ------------------------- | --------- |
|          | Partido Aprista Peruano   | 11        |
|          | Izquierda Unida           | 7         |
|          | Partido Popular Cristiano | 1         |

## Partidos y candidatos
A continuación se muestra una lista de los principales partidos y alianzas electorales que participaron en las elecciones:
| Candidatura | Candidatura | Partidos y alianzas | Candidatos | Candidatos                 | Ideología                                               | Resultado previo | Resultado previo | Ref. |
| Candidatura | Candidatura | Partidos y alianzas | Candidatos | Candidatos                 | Ideología                                               | Votos (%)        | Reg.             | Ref. |
| ----------- | ----------- | --- | ---------- | -------------------------- | ------------------------------------------------------- | ---------------- | ---------------- | ---- |
|             | APRA        | Lista - Partido Aprista Peruano (APRA) |            | Manuel Sara Ratto          | Aprismo                                                 | 33.57%           | 11               |      |
|             | IU          | Lista - Izquierda Unida (IU) – Unión de Izquierda Revolucionaria (UNIR) – Partido Unificado Mariateguista (PUM) – Partido Socialista Revolucionario (PSR) – Partido Comunista Revolucionario (PCR) – Partido Comunista Peruano (PCP) – Frente Obrero Campesino Estudiantil y Popular (FOCEP) |            | Sin información disponible | Marxismo-leninismo Mariateguismo Socialismo democrático | 30.04%           | 7                |      |
|             | PPC         | Lista - Partido Popular Cristiano (PPC) |            | Sin información disponible | Conservadurismo social Humanismo Democracia cristiana   | 14.39%           | 1                |      |
|             | IND         | Lista - Lista Independiente FRI |            | Sin información disponible | Localismo huanuqueño                                    | Nuevo            | Nuevo            |      |

## Resultados

### Sumario general
|                        |                                 |              |              |              |           |           |
| Partidos y coaliciones | Partidos y coaliciones          | Voto popular | Voto popular | Voto popular | Regidores | Regidores |
| Partidos y coaliciones | Partidos y coaliciones          | Votos        | %            | ±pp          | Total     | +/−       |
|                        | Partido Aprista Peruano (APRA)  | 24,508       | 55.60        | +22.03       | 11        | ±0        |
|                        | Izquierda Unida (IU)            | 8,538        | 19.37        | –10.67       | 4         | –3        |
|                        | Lista Independiente FRI         | 6,197        | 14.06        | n/a          | 2         | +2        |
|                        | Partido Popular Cristiano (PPC) | 4,834        | 10.97        | –3.42        | 2         | +1        |
|                        |                                 |              |              |              |           |           |
| Total                  | Total                           | 44,077       |              |              | 19        | ±0        |
|                        |                                 |              |              |              |           |           |
| Votos válidos          | Votos válidos                   | 44,077       | 88.48        | +11.27       |           |           |
| Votos en blanco        | Votos en blanco                 | 1,025        | 2.06         | –3.06        |           |           |
| Votos nulos            | Votos nulos                     | 4,715        | 9.46         | –8.21        |           |           |
| Votos emitidos         | Votos emitidos                  | 49,817       | 61.40        | +1.49        |           |           |
| Abstenciones           | Abstenciones                    | 31,320       | 38.60        | –1.49        |           |           |
| Votantes registrados   | Votantes registrados            | 81,137       |              |              |           |           |
|                        |                                 |              |              |              |           |           |
| Fuente:                |                                 |              |              |              |           |           |

## Elecciones municipales distritales

### Resultados por distrito
La siguiente tabla enumera el control de los distritos de la provincia de Huánuco. El cambio de mando de una organización política se resalta del color de ese partido.
| Distrito                | Alcalde(sa) titular      | Partido político | Partido político          | Alcalde(sa) electo(a)       | Partido político | Partido político        |
| ----------------------- | ------------------------ | ---------------- | ------------------------- | --------------------------- | ---------------- | ----------------------- |
| Amarilis                | Julio Ruiz Vásquez       |                  | Izquierda Unida           | Firmo Obregón Peña          |                  | Partido Aprista Peruano |
| Chinchao                | Geni Valentín Palomino   |                  | Partido Aprista Peruano   | César Valentín Palomino     |                  | Partido Aprista Peruano |
| Churumbamba             | Hugo Miraval Solórzano   |                  | Partido Aprista Peruano   | Teófila Ruiz Vda. de Sarcos |                  | Partido Aprista Peruano |
| Margos                  | Artemio Reyes Esteban    |                  | Partido Aprista Peruano   | Lucio Esteban Toribio       |                  | Partido Aprista Peruano |
| Quisqui                 | Timoteo Lucas Gómez      |                  | Partido Aprista Peruano   | Timoteo Lucas Gómez         |                  | Partido Aprista Peruano |
| San Francisco de Cayrán | Oswaldo Jara Serrano     |                  | Partido Popular Cristiano | Bonifacio Cercedo Beraún    |                  | Partido Aprista Peruano |
| San Pedro de Chaulán    | Hugo Magino Soto         |                  | Partido Aprista Peruano   | Aniceto Bonilla Camones     |                  | Partido Aprista Peruano |
| Santa María del Valle   | Néstor Nalvarte Alva     |                  | Partido Aprista Peruano   | Néstor Nalvarte Alva        |                  | Partido Aprista Peruano |
| Yarumayo                | Alejandro Abel Tolentino |                  | Partido Popular Cristiano | Ricardo Puente Limas        |                  | Partido Aprista Peruano |